# Prix Jean-Gauvreau
Le Prix Jean-Gauvreau est une course hippique de trot monté se déroulant au mois de mai sur l'hippodrome de Vincennes.
C'est une course de Groupe II réservée aux chevaux de 5 ans, hongres exclus, ayant gagné au moins 45 000 €.
Elle se court sur la distance de 2 175 mètres (grande piste), départ volté. L'allocation s'élève à 120 000 €, dont 54 000 € pour le vainqueur.

## Palmarès depuis 1981
| Année | Vainqueur                                                      | Père                                                           | Jockey                                                         | Entraîneur                                                     | Distance                                                       | Réd.km                                                         |
| ----- | -------------------------------------------------------------- | -------------------------------------------------------------- | -------------------------------------------------------------- | -------------------------------------------------------------- | -------------------------------------------------------------- | -------------------------------------------------------------- |
| 2025  | Kano                                                           | Uhlan du Val                                                   | Guillaume Martin                                               | Cédric Mégissier                                               | 2 175 m                                                        | 1'12"4                                                         |
| 2024  | Jeegha Pride                                                   | Charly du Noyer                                                | Mathieu Mottier                                                | Thierry Duvaldestin                                            | 2 175 m                                                        | 1'11"4                                                         |
| 2023  | I Can Dream                                                    | Ubriaco                                                        | Alexandre Abrivard                                             | Laurent-Claude Abrivard                                        | 2 175 m                                                        | 1'11"7                                                         |
| 2022  | Handy Bourbon                                                  | Kaisy Dream                                                    | Alexandre Abrivard                                             | Sébastien Guarato                                              | 2 175 m                                                        | 1'10"4                                                         |
| 2021  | Gef de Play                                                    | Gazouillis                                                     | Yoann Lebourgeois                                              | Franck Leblanc                                                 | 2 175 m                                                        | 1'10"9                                                         |
| 2020  | Course non disputée (confinement dû à la pandémie de Covid-19) | Course non disputée (confinement dû à la pandémie de Covid-19) | Course non disputée (confinement dû à la pandémie de Covid-19) | Course non disputée (confinement dû à la pandémie de Covid-19) | Course non disputée (confinement dû à la pandémie de Covid-19) | Course non disputée (confinement dû à la pandémie de Covid-19) |
| 2019  | Éolia de Houelle                                               | Gazouillis                                                     | Anthony Barrier                                                | Franck Leblanc                                                 | 2 175 m                                                        | 1'12"3                                                         |
| 2018  | Draft Life                                                     | Ubriaco                                                        | Éric Raffin                                                    | Louis Baudron                                                  | 2 175 m                                                        | 1'10"5                                                         |
| 2017  | Candie d'Atout                                                 | Magnificent Rodney                                             | Matthieu Abrivard                                              | Matthieu Abrivard                                              | 2 175 m                                                        | 1'12"7                                                         |
| 2016  | Best of Jets                                                   | Magnificent Rodney                                             | François Lagadeuc                                              | Jean-Michel Baudouin                                           | 2 175 m                                                        | 1'10"6                                                         |
| 2015  | Athéna de Vandel                                               | Prince Gédé                                                    | Matthieu Abrivard                                              | Cédric Megissier                                               | 2 175 m                                                        | 1'12"4                                                         |
| 2014  | Valdice de Mars                                                | Lynx de Bellouet                                               | Yoann Lebourgeois                                              | Loic Groussard                                                 | 2 175 m                                                        | 1'12"7                                                         |
| 2013  | Ulysse                                                         | Love You                                                       | Thomas Levesque                                                | Mike Lenders                                                   | 2 175 m                                                        | 1'11"4                                                         |
| 2012  | Ténérife Turgot                                                | Capriccio                                                      | Anthony Barrier                                                | Pierre Belloche                                                | 2 175 m                                                        | 1'11"9                                                         |
| 2011  | Singalo                                                        | Goetmals Wood                                                  | Éric Raffin                                                    | Louis Baudron                                                  | 2 175 m                                                        | 1'11"2                                                         |
| 2010  | Ragtime du Parc                                                | Gai Brillant                                                   | Éric Raffin                                                    | Pierrick Lecellier                                             | 2 175 m                                                        | 1'11"6                                                         |
| 2009  | Quiléa Jiel                                                    | Diamant Gédé                                                   | Matthieu Abrivard                                              | Jean-Luc Dersoir                                               | 2 175 m                                                        | 1'12"6                                                         |
| 2008  | Picsou de Villabon                                             | Speed Clayettois                                               | Ludovic Mollard                                                | Patrick Labrousse                                              | 2 175 m                                                        | 1'11"2                                                         |
| 2007  | Or de Bruges                                                   | Défi d'Aunou                                                   | Philippe Masschaele                                            | Thierry Duvaldestin                                            | 2 175 m                                                        | 1'11"9                                                         |
| 2006  | Nouba Turgot                                                   | Canada                                                         | Éric Raffin                                                    | Franck Anne                                                    | 2 175 m                                                        | 1'12"8                                                         |
| 2005  | Miss de Corveil                                                | Ékir de Léau                                                   | Michel Lenoir                                                  | Jacques Bruneau                                                | 2 175 m                                                        | 1'13"5                                                         |
| 2004  | Luna du Boscail                                                | Tarass Boulba                                                  | Éric Raffin                                                    | Eric Lebon                                                     | 2 175 m                                                        | 1'13"3                                                         |
| 2003  | Kissie du Vivier                                               | Cygnus d'Odyssée                                               | Éric Raffin                                                    | Jean Raffin                                                    | 2 175 m                                                        | 1'16"4                                                         |
| 2002  | Jolie Colline                                                  | Alpha Barbés                                                   | Michel Lenoir                                                  | Jacques Bruneau                                                | 2 175 m                                                        | 1'15"5                                                         |
| 2001  | Italica Gédé                                                   | Workaholic                                                     | Marie-Annick Sassier                                           | Marie-Annick Sassier                                           | 2 175 m                                                        | 1'16"1                                                         |
| 2000  | Hauban de Retz                                                 | Podosis                                                        | Michel Lenoir                                                  | Michel Lenoir                                                  | 2 175 m                                                        | 1'16"5                                                         |
| 1999  | Gringo de Villière                                             | Tabac Blond                                                    | Laurent-Claude Abrivard                                        | Pierre Vercruysse                                              | 2 175 m                                                        | 1'15"8                                                         |
| 1998  | Farnèse                                                        | Mon Ouiton                                                     | Sébastien Baude                                                | Pierre Levesque                                                | 2 700 m                                                        | 1'18"1                                                         |
| 1997  | Écrin Castelets                                                | Marpheulin                                                     | Pierre-Yves Verva                                              | Bernard Desmontils                                             | 2 700 m                                                        | 1'18"7                                                         |
| 1996  | Dom Williams                                                   | Oranger Bleu                                                   | Philippe Békaert                                               | Bernard Provost                                                | 2 700 m                                                        | 1'18"8                                                         |
| 1995  | Costa du Bouffey                                               | Okwo                                                           | Michel Lenoir                                                  | Michel Lenoir                                                  | 2 700 m                                                        | 1'19"4                                                         |
| 1994  | Bigfeu                                                         | Feu Vert                                                       | Jean-Claude Hallais                                            | Jean-Francois Popot                                            | 2 700 m                                                        | 1'18"1                                                         |
| 1993  | Anita de la Vallée                                             | Le Loir                                                        | Jean-Marie Monclin                                             | Loic-Desiré Abrivard                                           | 2 975 m                                                        | 1'17"8                                                         |
| 1992  | Vivier de Montfort                                             | Kronos du Vivier                                               | Jean-Claude Hallais                                            | Christian Bigeon                                               | 2 675 m                                                        | 1'18"1                                                         |
| 1991  | Un Beau Brun                                                   | Nicos du Vivier                                                | Philippe Békaert                                               | Jean-Francois Popot                                            | 2 650 m                                                        | 1'20"7                                                         |
| 1990  | Tiarko                                                         | Jorky                                                          | Jean-Claude Hallais                                            | Jean-Claude Hallais                                            | 2 650 m                                                        | 1'21"1                                                         |
| 1989  | Surprise Poterie                                               | Hellouet                                                       | Jean-Pierre Thomain                                            | Lucien Haize                                                   | 2 650 m                                                        | 1'19"8                                                         |
| 1988  | Reine du Corta                                                 | Ura                                                            | Michel Lenoir                                                  | Alain Roussel                                                  | 2 675 m                                                        | 1'18"4                                                         |
| 1987  | Quel Soro                                                      | Ignifuge                                                       | Alain Sionneau                                                 | Alain Sionneau                                                 | 2 650 m                                                        | 1'20"                                                          |
| 1986  | Potin d'Amour                                                  | Chambon P                                                      | Yves Dreux                                                     | Jan Kruithof                                                   | 2 675 m                                                        | 1'19"9                                                         |
| 1985  | Okwo                                                           | Haut de Bellouet                                               | Philippe Békaert                                               | Joël Hallais                                                   | 2 650 m                                                        | 1'20"6                                                         |
| 1984  | Neufbourg                                                      | Bill D                                                         | Jean-Claude Hallais                                            | Roger Baudron                                                  | 2 600 m                                                        | 1'22"5                                                         |
| 1983  | Manay Port                                                     | Vallenay                                                       | Alain Sionneau                                                 | Marcel Cherruau                                                | 2 750 m                                                        | 1'19"9                                                         |
| 1982  | Lapito                                                         | Dogan                                                          | Philippe Békaert                                               | Joël Hallais                                                   | 2 750 m                                                        | 1'21"2                                                         |
| 1981  | Kronos du Vivier                                               | Sabi Pas                                                       | Jean-Pierre Thomain                                            | Jean Yves Lecuyer                                              | 2 600 m                                                        | 1'22"6                                                         |

## Sources
- Pour les conditions de course et le palmarès : site de la SETF